# لوئیس کلارک
لوئیس کلارک (انگلیسی: Louis Clarke; ۲۳ نوامبر ۱۹۰۱ – ۲۴ فوریهٔ ۱۹۷۷) دونده اهل ایالات متحده آمریکا بود.